# Diostracus pennilobatus
Diostracus pennilobatus är en tvåvingeart som beskrevs av Saigusa 1984. Diostracus pennilobatus ingår i släktet Diostracus och familjen styltflugor.
Artens utbredningsområde är Nepal. Inga underarter finns listade i Catalogue of Life.